# 華爾街肖狼
《華爾街肖狼》（英語：Assault on Wall Street，也稱為）是一部2013年美國和加拿大合拍的動作驚悚片，由烏維·波爾編導，多明尼克·柏塞爾、艾琳·卡普路克、艾德華·福隆、約翰·赫德、凱斯·大衛、麥可·派瑞和艾力克·羅勃茲主演。電影講述一名運鈔車保全在2007年－2008年環球金融危機期間努力支付妻子的醫療費用並投資失利，妻子自殺後憤而引發華爾街槍擊案的故事。
電影2013年7月30日在美國DVD首映發行。雖然影評人對其負評居多，但比波爾其他的電影來得更好。

## 劇情
在2007年－2008年環球金融危機期間，美國華爾街局勢動盪不安，投資組合經理傑瑞米·斯坦克羅夫特指示他的員工為了保住公司利潤而忽視客戶的利益。與此同時，運鈔車保全兼前軍人吉姆·巴克斯福德與妻子蘿西住在紐約市。蘿西正從腫瘤治療中恢復，但他們的健保已達到上限，沒法支付後續醫藥費。吉姆決定拿出他在軍隊服役所賺取的退休金，但這些都因他財務顧問湯姆的錯誤投資而所損失。此外，由於壞心的湯姆進行的失敗房地產投資，讓吉姆背負了6萬美元的訴訟中。
吉姆經常與裝甲車業務的同事西恩以及兩位紐約市警察局的朋友佛萊迪與法蘭克共進午餐。他從西恩那借了1萬美元支付律師費用來起訴他的財務顧問湯姆，並安排與助理地區檢察官會面，討論湯姆的不當行為。然而，他聘請的律師聲稱他無能為力，助理地方檢察官也不願與他會面。吉姆對他的錢損失以及無法支付妻子的治療和抵押貸款感到沮喪。他背負的債務讓公司無法將大筆資金託付給他，其雇主不得以解雇了吉姆。
蘿西的疾病對吉姆帶來的經濟壓力感到內疚，最終選擇自殺。近乎崩潰的吉姆指責華爾街金融家毀了他的生活。為了復仇，他從軍火商那裡購買了各種槍支和手榴彈，並開始動用私刑一一殺死害自己破產且導致妻子自殺的商人，其中包括湯姆；這引起華爾街人士的不安。午餐時與他的朋友會面，吉姆隨口向他們承認他是華爾街的兇手。三人一笑而過，確信他在開玩笑。
吉姆展開一場大屠殺行動，目標傑瑞米冷酷貪婪，間接對吉姆的財務狀況負責。吉姆入侵其大樓並對公司員工們展開大屠殺，最終在傑瑞米的辦公室與其對峙。吉姆當面指責他的貪婪害死了他和妻子，傑瑞米為自己的行為辯護，稱歷史上著名的富人不是靠誠實勞動所致富，資本主義是優勝劣汰的社會。當SWAT即將到來時，吉姆與傑瑞米玩了一場遊戲，吉姆數到三時看誰先拿到桌上的手槍，但傑瑞米在對方數到二時作弊先拿起槍。傑瑞米毫不在意地扣動扳機，卻發現槍裡沒有子彈；這時，人員闖進辦公室射殺了持槍的傑瑞米，吉姆則倒地假裝是一名無辜的傷員（先前被一名保安射傷了手臂），並被特警護送走，特警將傑瑞米是肇事者。
幾分鐘後，吉姆接受了手臂槍傷的包紮，並被法蘭克和佛萊迪認出而默默將他護送將他護送帶出了大樓。重獲自由的吉姆走上街道，表達了計畫在其他地方繼續他對白領商人的瘋狂殺戮。

## 演員
- 多明尼克·柏塞爾飾演吉姆·巴克斯福德（Jim Baxford）
- 艾琳·卡普路克（英语：Erin Karpluk）飾演蘿西·巴克斯福德（Rosie Baxford）
- 艾德華·福隆飾演西恩（Sean）
- 約翰·赫德飾演傑瑞米·斯坦克羅夫特（Jeremy Stancroft）
- 凱斯·大衛飾演佛萊迪（Freddy）
- 麥可·派瑞飾演法蘭克（Frank）
- 洛奇林·莫羅飾演羅伯特·坎沃斯（Robert Canworth）
- 泰龍·萊佐（英语：Tyron Leitso）飾演斯伯丁·史密斯（Spalding Smith）
- 麥克·多普德飾演湯姆·奧加德（Tom Allgard）
- 巴克萊·霍普（英语：Barclay Hope）飾演伊恩·馬伍德（Ian Marwood）
- 艾力克·羅勃茲飾演路易·派特森（Louis Patterson）
- 金川弘敦飾演電視主持人
- 克林特·霍華（英语：Clint Howard）飾演查克·尼希（Chuck Neehey）
- 麥可·艾克隆（英语：Michael Eklund）飾演麥凱（MacKay）
- 娜塔莎·邁爾茲飾演莫莉（Molly）

## 製作
導演烏維·波爾對《華爾街肖狼》的靈感來自的一首名為〈華爾街謀殺案〉（Murder on Wall Street）的歌曲，並在電影中編寫得以融入這首歌的一段戲。他於2010年開始製作該片，並大量研究2007年－2008年環球金融危機。這段期間，波爾開始與受害者和受危機影響的人交談，並找上與德國救助委員會的一位教授對談。電影起初命名為《緊急救援：貪婪的年紀》（Bailout: The Age of Greed）。
《華爾街肖狼》主要拍攝在加拿大不列顛哥倫比亞省溫哥華以及美國紐約市進行。波爾在接受采訪時表示，儘管他獲准在紐約取景，但他不被允許在中央公園或地鐵拍攝。在紐約拍攝時遇到了這些障礙，但波爾說他以「游擊式」拍片，且仍偷偷在他沒法獲准的地方拍攝。波爾說：「好處是在紐約每個人都很忙，所以如果你在某個地方拍攝，不會有人關注你。」

## 外部連結
- 互联网电影数据库（IMDb）上《華爾街肖狼》的资料（英文）